# Leanne Wong
Leanne Wong (Kansas City, 20 settembre 2003) è una ginnasta statunitense, vicecampionessa del mondo all-around nel 2021 e due volte vincitrice dell'oro a squadre.

## Carriera Junior

### 2018
Partecipa a luglio agli Us Classics dove conclude la gara in prima posizione. Poche settimane dopo partecipa ai Campionati Nazionali Statunitensi dove esegue degli ottimi esercizi in entrambi giorni di gara e vince il titolo Nazionale all-around, oltre all'oro al corpo libero e a due argenti (al volteggio e alle parallele asimmetriche). Viene quindi aggiunta per il secondo anno consecutivo alla squadra nazionale junior.

## Carriera Senior

### 2019
Al suo primo anno senior viene selezionata per partecipare all'American Cup che si sarebbe tenuta a marzo a Greensboro, insieme alla compagna di squadra Grace McCallum. Durante la gara la Wong esegue quattro esercizi perfetti che la portano a vincere la medaglia d'oro davanti alla Mccallum, a Mai Murakami (campionessa del mondo al corpo libero nel 2017) e a Ellie Black (vicecampionessa del mondo nel 2017).
Viene selezionata a giugno per partecipare ai Pan American Games dove con i suoi esercizi alle parallele asimmetriche e alla trave contribuisce a far vincere l'oro alla squadra statunitense. Inoltre si qualifica per la finale alle parallele asimmetriche dove conquista la medaglia d'argento dietro alla connazionale Riley McCusker.
Ad agosto prende parte ai Campionati Nazionali Statunitensi: durante la prima giornata di gara commette un'imprecisione al corpo libero che le fa perdere punti preziosi. Al termine delle due giornate conclude la competizione al quinto posto nell'all around, oltre a vincere la medaglia di bronzo alla trave dietro a Simone Biles e Kara Eaker.
Ciò le permette di entrare a far parte della squadra nazionale statunitense.
A settembre viene convocata per il campo di selezione in vista dei mondiali di Stoccarda. Termina la gara all'ottavo posto a causa di una caduta al volteggio: viene quindi scelta insieme a Morgan Hurd come riserva.

### 2021
Il 22 maggio partecipa ai GK Classic. Conclude la gara in sesta posizione con 54,100 punti (14,2 al volteggio, 11,9 alle parallele, 14,450 alla trave e 13,550 al corpo libero).
Il 4 giugno partecipa alla prima giornata dei Campionati Nazionali, gareggiando su tutti e quattro gli attrezzi e ottenendo un punteggio complessivo di 55,300, che la colloca al quinto posto provvisorio. Dopo la seconda giornata conclude la competizione al quinto posto nell'all around, oltre a vincere il bronzo al corpo libero.
Il 25 e 27 giugno partecipa ai Trials olimpici, l'ultima gara prima che venga scelta la squadra olimpica. Nella prima giornata conclude la gara al decimo posto con 53,799 punti. Dopo la seconda giornata conclude gli Olympic Trials all'ottavo posto, venendo scelta come riserva per la squadra olimpica. Viene scelta come "non-travelling alternate" ovvero riserva che non si reca però a Tokyo con la squadra.
A ottobre viene scelta per partecipare ai Campionati del mondo. Si qualifica per tre finali: all-around, trave e corpo libero. Vince la medaglia d'argento nell'all-around e il bronzo al corpo libero, mentre termina quarta alla trave.

### 2022
Dopo aver iniziato l'università e aver gareggiato in NCAA per la stagione 2021-2022, torna all'agonismo nel luglio 2022, in occasione degli US Classic, dove vince la competizione. In agosto prende parte ai Campionati nazionali dove gareggia solo a parallele e trave; nel primo attrezzo vince il titolo nazionale mentre nel secondo termina in quinta posizione.
A ottobre viene scelta per partecipare ai Campionati del mondo di Liverpool. Durante le qualifiche gareggia solo al volteggio, aiutando la squadra statunitense a qualificarsi con il miglior punteggio per la finale a squadre. Durante la finale gareggia invece alle parallele, aiutando gli Stati Uniti a vincere il loro sesto titolo mondiale consecutivo.

### 2023
Nel 2023 gareggia ai Campionati nazionali, vincendo il bronzo nell'all-around. Inoltre, si posiziona quarta al volteggio, alle parallele e al corpo libero e quinta alla trave. A settembre viene scelta per far parte della squadra statunitense ai Campionati mondiali di Anversa.